# Мохали, Иоланда
Иоланда Мохали (англ. Yolanda Mohalyi, полное имя Yolanda Lederer Mohalyi; 1909—1978) — бразильская художница.
Её ранние работы были фигуративными, но она двигалась к абстрактному экспрессионизму и вместе с другими бразильскими художниками открыла путь к абстракции в латиноамериканском искусстве.

## Жизнь и творчество
Родилась в 1909 году в городе Kolozsvár Австро-Венгрии, ныне Клуж-Напока, Румыния; её родители были музыкантами.
Училась в школе города Nagybánya, ныне Бая-Маре в Румынии. Затем посещала с 1927 по 1929 год Королевскую академию Будапешта. На протяжении всей жизни Иоланда увлекалась пением, обучалась бельканто и была любителем классической музыки. В 1931 году она переехала в Бразилию, чтобы выйти замуж за венгерского химика Габриэля Мохали (Gabriel Mohalyi), который там работал.
Будучи уже опытным художником, она обосновалась в Сан-Паулу, где преподавала рисование и живопись. Среди её учеников были Гизельда Лейрнер, Мария Бономи, Элеонора Кох и Алиса Брилл. Ранние работы Иоланды часто были яркими акварелями с ощущением света и прозрачности, демонстрируя влияние экспрессионизма. Многие из её работ 1930-х годов фокусируются на человеческой фигуре, показывая социальную несправедливость и обездоленность. В 1935 году Мохали начала посещать салон Лазаря Сегала, который произвел глубокое на неё впечатление и оказал сильное влияние на её работы, которые стали темнее и мрачнее — цветовая палитра Иоланды Мохали стала похожей на палитру Сегала, что было отмечено такими критиками, как Мариу Педроса и Серхио Миллиетом. Около 1937 года художница присоединилась к «Grupo dos Sete» вместе с Виктором Бречеретом, Элизабет Нобилинг (Elisabeth Nobiling), Рино Леви, Антонио Гомиде, Джоном Грацем и Региной Гомиде Грац (Regina Gomide Graz).
С началом Второй мировой войны Габриэль Мохали потеряла работу и вместе с мужем они ненадолго переехали в Риу-Гранди-ду-Сул. Здесь она занималась педагогической работой и среди её учеников были несколько немецко-еврейских беженцев. Некоторые работы художницы 1940-х годов отражали положение беженцев во время войны. В 1945 году состоялась первая персональная выставка Иоланды Мохали в институте Instituto de Arquitetos do Brasil, которая положительно была оценена искусствоведом Луишем Мартинсом (Luís Martins). В 1951 году Мохали сделала свои первые ксилографические работы, учась у Хансена Байя в Сальвадоре. С 1950-х годов работы Мохали постепенно становились более абстрактными, показывая некоторые влияния кубизма; её работы стали всё больше привлекать внимание иностранных коллекционеров. В 1950-х — 1960-х годах она создала витражи для фонда Fundação Armando Alvares Penteado, а также фрески для часовни Capela do Cristo Operário (вместе с Альфредо Вольпи и другими художниками) и в церкви São Domingo. Позже она разработала витраж для  Capela de São Francisco в городе Итатиая.
В 1957 году Иоланда Мохали впервые вернулась в Европу, как уехала оттуда в 1931 году. В Ареццо, Италия, она была глубоко впечатлена картинами Пьеро делла Франчески, мастера эпохи Возрождения XV века. По её собственному мнению, его работа заставила её отказаться от фигуративной живописи и повернуться к чистой абстракции. Возвратившись в Бразилию, Иоланда посетила Лазаря Сегала, чьё искусство в своё время так сильно повлияло на неё. Он просил её не становиться абстракционистом, но после смерти Сегала в 1957 году, Мохали отказалась от фигуративного искусства и окончательно приняла абстракцию. В 1958 году Иоланда Мохали получила бразильскую премию Prêmio Leirner de Arte Contemporânea, учрежденную Исайем Лейрнером — директором Музея современного искусства в Сан-Паулу и основателем галереи Galeria de Arte das Folhas. В 1959 году она принимала участие в выставке Primeira Exposição Coletiva de Artistas Brasileiros na Europa.
В период с 1960 по 1962 год Мохали преподавала на курсах дизайна и пластики в Fundação Armando Alvares Penteado. В 1962 году она представляла Бразилию на первой биеннале Americana de Arte в Кордове, Аргентина, на которой сэр Герберт Рид выбрал её работу для показа на выставке в США. Иоланда Мохали участвовала во многих национальных и международных выставках и почти во всех Биеннале искусства в Сан-Паулу с 1951 по 1967 год. В 1963 году она была удостоена премии за лучшую национальную живопись Бразилии на 7-й Биеннале в Сан-Паулу. В 1965 году её работы были представлены на персональной выставке на 8-й Биеннале в Сан-Паулу. На протяжении всей своей жизни Мохали широко выставлялась, проведя персональные выставки в Европе, Японии и США, а также в Латинской Америке. Её первое крупное ретроспективное шоу состоялось в 1976 году в Музее современного искусства в Сан-Паулу.
Умерла 23 августа 1978 года в Сан-Паулу.

## Наследие
Иоланда Мохали не имела детей, поэтому исполнителями её завещания были её друзья — Юрген и Барбара Барцш (Jürgen and Barbara Bartzsch). Они каталогизировали её работы и пожертвовали 50 картин Музею современного искусства Университета Сан-Паулу. Работы были выбраны директором музея Вольфгангом Пфайффером.
В 1979 году мемориальная выставка её работ была показана на 15-й Биеннале в Сан-Паулу. Также её произведения были показаны на посмертных персональных выставках в 1982 и 1984 годах в Dan Galeria в Сан-Паулу. В 2008 году выставка в Музее Оскара Нимейера в Куритибе была посвящена лирической абстракции Мохали. В 2009 году ретроспективная выставка в пинакотеке Pinacoteca do Estado de São Paulo представляла работы Иоланды Мохали с 1930 по 1970 годы.
В 2014 году ретроспектива работ Мохали в Музее современного искусства в Сан-Паулу включала более 400 её работ. В 2015 году на ретроспективной выставке Yolanda Mohalyi: A Grande Viagem в Dan Galeria было представлено около 50 её работ. Выставка совпала с публикацией «Yolanda Mohalyi : a grande viagem» авторов Maria Alice Milliet  и Margarida Sant'Anna —  самой обширной на сегодняшний день биографией Иоланды Мохали.
Работы бразильской художницы включены в постоянные коллекции многих музеев, в числе которых Художественный музей Америки (бывший Музей современного искусства Латинской Америки), Музей современного искусства Университета Сан-Паулу, Casa Roberto Marinho в Рио-де-Жанейро и коллекция Клеусы Гарфинкель (Cleusa Garfinkel).